# (10746) Mühlhausen
(10746) Mühlhausen ist ein Asteroid des Hauptgürtels, der am 10. Februar 1989 vom deutschen Astronomen Freimut Börngen an der Thüringer Landessternwarte Tautenburg (IAU-Code 033) in Thüringen entdeckt wurde. Frühere Beobachtungen des Asteroiden hatte es bereits im August 1986 am Palomar-Observatorium in Kalifornien unter der vorläufigen Bezeichnung 1986 PH3 gegeben.
Der Asteroid gehört zur Eunomia-Familie, einer nach (15) Eunomia benannten Gruppe, zu der vermutlich fünf Prozent der Asteroiden des Hauptgürtels gehören.
(10746) Mühlhausen wurde am 24. Januar 2000 nach der Kreisstadt Mühlhausen des Unstrut-Hainich-Kreises in Thüringen benannt, die als Wirkungsstätte von Johann Sebastian Bach und Thomas Müntzer und ihr reichhaltiges historisches Erbe bekannt wurde.